# Gertrude McCoy
Gertrude McCoy, nata Gertrude Lyon (Sugar Valley, 30 giugno 1890 – Atlanta, 17 luglio 1967), è stata un'attrice statunitense che lavorò nel cinema all'epoca del muto.

## Biografia
Era sposata con un collega, l'attore inglese Duncan McRae (1881–1931) che nel 1915 venne nominato direttore generale della Edison Company.
Nella sua carriera cinematografica, iniziata nel 1911 e finita nel 1927, Gertrude McCoy apparve in oltre 130 pellicole. Per circa cinque anni, rimase sotto contratto con la Edison, per cui girò numerose pellicole quasi sempre con il ruolo di protagonista. Fu anche sceneggiatrice di un paio di film.

## Filmografia

### Attrice
- Heroes Three
- The Star Spangled Banner, regia di J. Searle Dawley – cortometraggio (1911)
- That Winsome Winnie Smile – cortometraggio (1911)
- The Summer Girl, regia di Bannister Merwin – cortometraggio (1911)
- Mike's Hero – cortometraggio (1911)
- The Fairies' Banquet – cortometraggio (1911)
- The Kid from the Klondike – cortometraggio (1911)
- Jack and the Beanstalk, regia di J. Searle Dawley (1912)
- Father's Bluff, regia di Bannister Merwin (1912) – cortometraggio (1912)
- His Daughter, regia di Bannister Merwin – cortometraggio (1912)
- Curing the Office Boy – cortometraggio (1912)
- The Jam Closet – cortometraggio (1912)
- A Cowboy's Stratagem, regia di Bannister Merwin – cortometraggio (1912)
- Lost: Three Hours, regia di Ashley Miller – cortometraggio (1912)
- Her Face – cortometraggio (1912)
- Winnie's Dance, regia di Ashley Miller – cortometraggio (1912)
- Every Rose Has Its Stem, regia di Ashley Miller – cortometraggio (1912)
- A Personal Affair, regia di C.J. Williams – cortometraggio (1912)
- Very Much Engaged, regia di C.J. Williams – cortometraggio (1912)
- The Shadow on the Blind – cortometraggio (1912)
- Kitty's Holdup – cortometraggio (1912)
- Apple Pies – cortometraggio (1912)
- The Girl at the Key – cortometraggio (1912)
- The Workman's Lesson – cortometraggio (1912)
- The Artist's Joke – cortometraggio (1912)
- Revenge Is Sweet – cortometraggio (1912)
- The Sketch with the Thumb Print – cortometraggio (1912)
- A Dangerous Lesson – cortometraggio (1912)
- The Stranger and the Taxicab, regia di C.J. Williams – cortometraggio (1912)
- The Little Girl Next Door, regia di J. Searle Dawley[2] o di Ashley Miller[3] – cortometraggio (1912)
- Cynthia's Agreement, regia di C.J. Williams – cortometraggio (1912)
- The Usurer's Grip, regia di Charles J. Brabin – cortometraggio (1912)
- Under False Colors, regia di Charles Brabin – cortometraggio (1912)
- A Fresh Air Romance, regia di Harold M. Shaw – cortometraggio (1912)
- A Soldier's Duty, regia di Charles Brabin – cortometraggio (1912)
- Kitty at Boarding School – cortometraggio (1912)
- Young Mrs. Eaton, regia di Charles J. Brabin – cortometraggio (1912)
- A Baby's Shoe, regia di Charles J. Brabin – cortometraggio (1912)
- The Non-Commissioned Officer, regia di Charles J. Brabin – cortometraggio (1912)
- Hope, a Red Cross Seal Story, regia di Charles Brabin – cortometraggio (1912)
- His Mother's Hope, regia di Charles J. Brabin  – cortometraggio (1912)
- Annie Crawls Upstairs, regia di Charles J. Brabin – cortometraggio (1912)
- The Office Boy's Birthday, regia di Charles M. Seay – cortometraggio (1913)
- The Title Cure, regia di C.J. Williams – cortometraggio (1913)
- The Mountaineers, regia di Charles J. Brabin – cortometraggio (1913)
- A Serenade by Proxy, regia di C.J. Williams – cortometraggio (1913)
- How They Outwitted Father, regia di C.J. Williams – cortometraggio (1913)
- His Enemy, regia di Charles Brabin – cortometraggio (1913)
- A Letter to Uncle Sam, regia di C. Jay Williams – cortometraggio (1913)
- Aunt Elsa's Visit, regia di Charles M. Seay – cortometraggio (1913)
- Kathleen Mavourneen, regia di Charles Brabin – cortometraggio (1913)
- The Long and Short of It – cortometraggio (1913)
- The Duke's Dilemma, regia di Walter Edwin – cortometraggio (1913)
- The One Hundred Dollar Elopement, regia di Charles M. Seay – cortometraggio (1913)
- Aunty and the Girls, regia di C. Jay Williams – cortometraggio (1913)
- The Translation of a Savage, regia di Walter Edwin – cortometraggio (1913)
- An Unwilling Separation, regia di George A. Lessey – cortometraggio (1913)
- An Almond-Eyed Maid, regia di Walter Edwin – cortometraggio (1913)
- Mercy Merrick, regia di Charles J. Brabin – cortometraggio (1913)
- The Twin Brothers – cortometraggio (1913)
- How Did It Finish?, regia di Ashley Miller – cortometraggio (1913)
- All on Account of a Portrait, regia di C.J. Williams – cortometraggio (1913)
- A Gentleman's Gentleman, regia di Bannister Merwin – cortometraggio (1913)
- Winsome Winnie's Way – cortometraggio (1913)
- In the Garden, regia di George A. Lessey – cortometraggio (1913)
- The Dream Fairy, regia di Ashley Miller – cortometraggio (1913)
- The Greed of Osman Bey, regia di Richard Ridgely – cortometraggio (1913)
- His Greatest Victory, regia di George Lessey – cortometraggio (1913)
- The Mystery of West Sedgwick – cortometraggio (1913)
- Caste, regia di C. Jay Williams – cortometraggio (1913)
- Hard Cash – cortometraggio (1913)
- The Stolen Models, regia di C. Jay Williams (1913) – cortometraggio
- In the Shadow of the Mountains, regia di George Lessey – cortometraggio (1913)
- Reginald's Courtship, regia di C.J. Williams – cortometraggio (1913)
- Nora's Boarders, regia di C. Jay Williams – cortometraggio (1913)
- Her Secretaries, regia di Phillips Smalley – cortometraggio (1913)
- A Good Sport, regia di C.J. Williams – cortometraggio (1913)
- The Cabaret Singer, regia di Phillips Smalley – cortometraggio
- The Vanishing Cracksman, regia di George Lessey – cortometraggio (1913)
- The Manicure Girl, regia di C. Jay Williams – cortometraggio (1913)
- Peg o' the Movies, regia di George Lessey – cortometraggio (1913)
- The Witness to the Will, regia di George A. Lessey – cortometraggio (1914)
- A Lonely Road, regia di Walter Edwin – cortometraggio (1914)
- The Uncanny Mr. Gumble – cortometraggio (1914)
- An American King, regia di George Lessey – cortometraggio (1914)
- All for His Sake, regia di Charles J. Brabin – cortometraggio (1914)
- The Mystery of the Ladder of Light, regia di George Lessey – cortometraggio (1914)
- When the Cartridges Failed, regia di Ben F. Wilson – cortometraggio (1914)
- A Real Helpmate, regia di Preston Kendall – cortometraggio (1914)
- The Brass Bowl, regia di George A. Lessey e Ben F. Wilson – cortometraggio (1914)
- The Impersonator, regia di Charles H. France – cortometraggio (1914)
- The Mystery of the Silver Snare, regia di George Lessey – cortometraggio (1914)
- Andy Plays Cupid, regia di Charles H. France – cortometraggio (1914)
- Always Tell Your Wife, regia di Leedham Bantock – cortometraggio (1914)
- The Man in the Street, regia di Charles Brabin – cortometraggio (1914)
- The Shattered Tree, regia di Ben F. Wilson – cortometraggio (1914)
- The Stuff That Dreams Are Made Of, regia di Charles H. France – cortometraggio (1914)
- The President's Special, regia di Charles Brabin – cortometraggio (1914)
- The Mystery of the Octagonal Room, regia di George Lessey – cortometraggio (1914)
- The Birth of the Star Spangled Banner, regia di George A. Lessey – cortometraggio (1914)
- Dick Potter's Wife, regia di Ashley Miller – cortometraggio (1914)
- Sheep's Clothing, regia di Charles M. Seay – cortometraggio (1914)
- The Mystery of the Glass Tubes, regia di Ben F. Wilson – cortometraggio (1914)
- The Mystery of the Sealed Art Gallery, regia di George Lessey – cortometraggio (1914)
- The Hand of Iron, regia di Langdon West – cortometraggio (1914)
- The New Partner, regia di Langdon West – cortometraggio (1914)
- The Heritage of Hamilton Cleek, regia di Ben F. Wilson – cortometraggio (1914)
- A Moment of Madness, regia di Langdon West – cortometraggio (1914)
- What Could She Do, regia di John H. Collins – cortometraggio (1914)
- The Last of the Hargroves , regia di John H. Collins – cortometraggio (1914)
- The Best Man, regia di Charles Brabin – cortometraggio (1914)
- The Stenographer – cortometraggio (1914)
- The Birth of Our Saviour, regia di Charles Brabin – cortometraggio (1914)
- United in Danger, regia di Ashley Miller – cortometraggio (1914)
- The Girl at the Key, regia di Ashley Miller – cortometraggio (1915)
- The Girl Who Kept Books, regia di Ashley Miller – cortometraggio (1915)
- Her Husband's Son, regia di Charles Brabin – cortometraggio (1915)
- In Spite of All, regia di Ashley Miller – cortometraggio (1915)
- A Tragedy of the Rails, regia di John H. Collins – cortometraggio (1915)
- On the Stroke of Twelve, regia di John H. Collins – cortometraggio (1915)
- The Phantom Thief, regia di John H. Collins – cortometraggio (1915)
- Greater Than Art, regia di John H. Collins – cortometraggio (1915)
- The House of the Lost Court, regia di Charles Brabin (1915)
- Through Turbulent Waters, regia di Duncan McRae (1915)
- June Friday, regia di Duncan McRae (1915)
- The Ploughshare, regia di John H. Collins - mediometraggio (1915)
- Friend Wilson's Daughter, regia di Langdon West – cortometraggio (1915)
- The Magistrate's Story, regia di Langdon West – cortometraggio (1915)
- The Isle of Love, regia di Edwin Middleton (1916)
- Gates of Divorce, regia di Edwin Middleton – cortometraggio (1916)
- The Lash of Destiny, regia di George Terwilliger (1916)
- The Silent Witness, regia di Harry Lambart (1917)
- Madame Sherry, regia di Ralph Dean (1917)
- His Daughter Pays, regia di Paolo Trinchera (1918)
- The Blue Bird, regia di Maurice Tourneur (1918)
- Men, regia di Perry N. Vekroff (1918)
- The Danger Mark, regia di Hugh Ford (1918)
- To Him That Hath, regia di Oscar Apfel (1918)
- Castle of Dreams, regia di Wilfred Noy (1919)
- The Usurper, regia di Duncan McRae (1919)
- Angel Esquire, regia di W.P. Kellino (1919)
- The Auction Mart, regia di Duncan McRae (1920)
- Burnt In
- The Wife Whom God Forgot
- The Golden Dawn
- Christie Johnstone
- Was She Guilty?
- Sam's Kid
- Tell Your Children
- A Royal Divorce, regia di Alexander Butler (1923)
- Always Tell Your Wife, regia di Hugh Croise, Alfred Hitchcock (1923)
- The Temptation of Carlton Earle
- Heartstrings
- Miriam Rozella
- Chappy: That's All
- The Diamond Man
- Nets of Destiny
- The Lady in Furs
- Verborgene Gluten
- Children of the Night No. 1
- Nelson

### Sceneggiatrice
- United in Danger, regia di Ashley Miller – cortometraggio (1914)